# 阿尔什 (康塔尔省)
阿尔什（法語：Arches，法語發音：[aʁʃ] ⓘ）是法国康塔尔省的一个市镇，属于莫里亚克区。

## 地理
阿尔什（45°18'21"N, 2°19'39"E）面积16.15 平方千米，位于法国奥弗涅-罗讷-阿尔卑斯大区康塔爾省，该省份为法国中南部省份，位于法國中央高原中心，北起科雷兹省、上盧瓦爾省和多姆山省，西接洛特省和科雷兹省，南至阿韦龙省和洛特省，东临上盧瓦爾省和洛泽尔省。
与阿尔什接壤的市镇（或旧市镇、城区）包括：沙尔维尼亚克、雅莱拉克、苏尔尼亚克、韦里耶尔、讷维克、塞朗东。

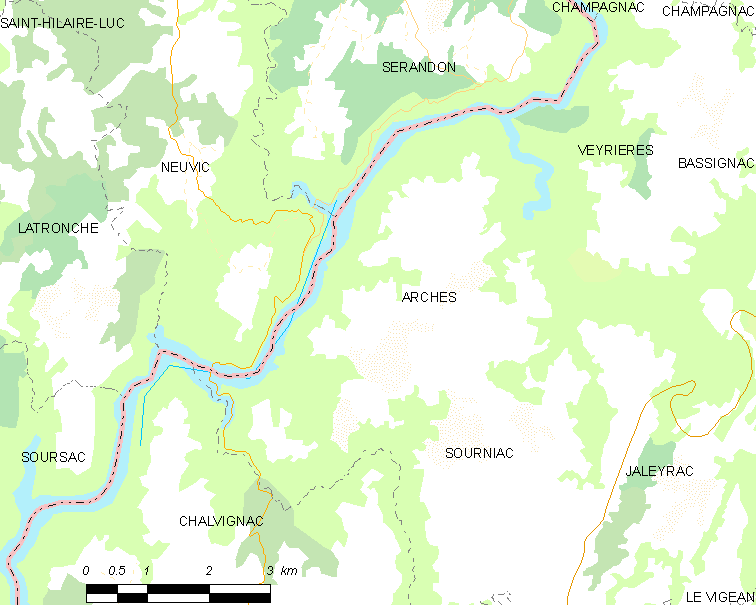
的OSM定位图

阿尔什的时区为UTC+01:00、UTC+02:00（夏令时）。

## 行政
阿尔什的邮政编码为15200，INSEE市镇编码为15010。

## 政治
阿尔什所属的省级选区为伊德县。

## 人口

1962-2008年间人口变化图示

阿尔什于2022年1月1日时的人口数量为203人。